# Synanon
Synanon ban đầu là một chương trình cai nghiện ma túy do Charles E. "Chuck" Dederich Sr., (1913 – 1997) thành lập vào năm 1958 tại Santa Monica, California. Vào đầu những năm 1960, Synanon đã trở thành một cộng đồng thay thế tập trung vào các buổi nói về sự thật theo nhóm được biết đến với tên gọi "Trò chơi Synanon". Synanon cuối cùng đã trở thành Gíao hội Synanon vào những năm 1970. Synanon tan rã vào năm 1991  do các thành viên của cộng đồng này đã bị kết án về các hoạt động tội phạm (bao gồm nỗ lực cố gắng giết người) và mất tư cách miễn thuế với Sở Thuế vụ do sai phạm về tài chính, tiêu hủy bằng chứng và khủng bố. Tổ chức này đã được gọi là một trong những "giáo phái nguy hiểm và bạo lực nhất mà nước Mỹ từng chứng kiến".

## Khởi đầu
Charles Dederich, một nhà lãnh đạo giáo phái đã từng nghiện rượu, và là thành viên của Alcoholholics Anonymous (AA), được cho là  trở thành một diễn giả được ngưỡng mộ tại các cuộc họp AA. Những người nghiện chất ma túy bất hợp pháp không phải lúc nào cũng được chào đón tại AA vì người ta cho rằng vấn đề nghiện của họ khác đáng kể so với những người nghiện rượu. Dederich, sau khi dùng LSD, quyết định tạo ra chương trình cai nghiện của riêng mình để đáp ứng nhu cầu của họ. Mặc dù người ta cho rằng Dederich đã đặt ra cụm từ "hôm nay là ngày đầu tiên trong quãng đời còn lại của bạn" , câu đó là điệp khúc của "O primeiro dia", một bài hát được ca tụng của ca sĩ người Bồ Đào Nha Sergio Godinho., và là một bài hát được chỉnh sửa trước đó vào tháng 4 năm 1978. Sau khi nhóm nhỏ của Dederich, với tên gọi là "Chăm sóc yêu thương dịu dàng", thu được một lượng lớn người tham gia, Dederich đã hợp nhất tổ chức này vào Quỹ Synanon vào năm 1958. Synanon là một từ do Dederich sáng tạo bằng cách kết hợp sự đồng nhất (“syn”) với cái chưa biết (“anon”).